# R354 (Russland)
Die R354 ist eine Fernstraße föderaler Bedeutung in Russland. Sie verbindet die wichtige Industrie- und Universitätsstadt am Ural-Gebirge, Jekaterinburg, mit Kurgan im Südwesten Sibiriens.